# 3204 Ліндгрен
3204 Ліндгрен (3204 Lindgren) — астероїд головного поясу, відкритий 1 вересня 1978 року.
Тіссеранів параметр щодо Юпітера — 3,143.
Названо на честь шведської дитячої письменниці Астрід Ліндґрен.